# Ameiurus melas
Ameiurus melas (Rafinesque, 1820), conosciuto in italiano come pesce gatto o pesce gatto nero è un pesce osseo d'acqua dolce appartenente alla famiglia Ictaluridae. Talvolta è chiamato pesce gatto nostrano per distinguerlo dal simile Ictalurus punctatus ("pesce gatto americano"), in realtà entrambe le specie hanno origine nordamericana.

## Distribuzione e habitat
Questa specie ha il suo areale nelle zone centrali e orientali degli Stati Uniti d'America dai Grandi Laghi al Messico settentrionale. Si tratta di una specie estesamente introdotta nel mondo, tra i paesi nei quali si ritrovano popolazioni introdotte si possono citare: Svizzera, Austria, Albania, Canada (versante pacifico), Russia, Irlanda, Polonia, Portogallo, Spagna, Regno Unito, Italia, Francia, Belgio, Germania, Norvegia, Paesi Bassi, Ungheria, Stati dell'ex Jugoslavia, Cile e Repubblica Ceca. In Europa popolazioni riproduttive sono note con certezza per i bacini dei fiumi Ebro e Tago nella penisola iberica, per la Francia, l'Italia, i Paesi Bassi e la Germania ma probabilmente questa lista è solo parziale. Le popolazioni europee hanno avuto un crollo esplosivo a partire dagli anni '90 in seguito a una patologia virale dovuta a un Iridovirus che ha decimato gran parte degli individui, con solo poche popolazioni rimaste immuni e localmente in leggera ripresa numerica.
L'ambiente di vita è costituito da tratti fluviali a corso lento, laghi, canali, paludi, stagni e altri ambienti con acqua ferma o a corrente molto scarsa, calda e spesso ricca di nutrienti, con fondale fangoso, ricche di vegetazione acquatica e a quote di pianura. È un pesce di straordinaria resistenza, in grado di sopravvivere in ambienti fortemente inquinati o poco ossigenati.

## Descrizione
Questo pesce ha sagoma piuttosto tozza con testa grande schiacciata in senso dorso-ventrale, bocca molto ampia e occhi piccoli. Attorno alla bocca sono presenti quattro paia di barbigli piuttosto sviluppati sui quali sono presenti migliaia di organi di senso e papille gustative. La mascella è più lunga della mandibola e sporge leggermente. Le scaglie sono assenti e il corpo è ricoperto di muco. Sulla pinna dorsale possiede un aculeo connesso a ghiandole velenifere; un altro aculeo simile è presente sul primo raggio delle pinne pettorali. La puntura di queste spine velenifere è in grado di provocare ferite molto dolorose e gonfiore persistente ma non conseguenze gravi per la salute. Presenta inoltre una seconda pinna dorsale adiposa; la pinna caudale che finisce tronca e non biloba come invece avviene nel pesce gatto maculato.
La colorazione è variabile tra il nero e il brunastro o giallastro, con ventre giallastro. Di solito (ma non è una regola) gli individui giallo brunastri vivono in acque torbide e limacciose mentre quelli neri sono più facili da trovare in acque a maggior grado di limpidezza.
Raggiunge i 66 cm, anche se la misura comune ordinaria è sui 26 cm; il peso massimo riportato in letteratura è di 3,6 kg. Queste taglie massime sono riferite alle popolazioni dell'areale naturale nordamericano, le popolazioni introdotte in Europa infatti mostrano accrescimenti assai minori tanto che, in acque italiane, solo eccezionalmente possono raggiungere i 7-800grammi di peso.

## Biologia
La longevità raggiunge i 10 anni.

### Comportamento
Notturno. Durante la stagione fredda si infossa nel fango entrando in latenza e smettendo di alimentarsi. Localizza le prede attraverso i recettori sensoriali presenti sui barbigli.

### Alimentazione
È un animale prevalentemente carnivoro, la dieta è composta da pesci, insetti, anellidi, crostacei, molluschi (gasteropodi e bivalvi) e materiale vegetale. È una specie opportunista in grado di sfruttare diverse risorse alimentari in base a quello che offre l'ambiente. I giovani consumano piccoli invertebrati e anche materiale vegetale mentre gli adulti tendono a passare a una dieta basata su pesci e grandi invertebrati.

### Riproduzione
La riproduzione avviene nel periodo primaverile-estivo. Avviene un corteggiamento che consiste nello scambio di colpi dati con la testa (da cui il nome comune inglese di bullhead "testa di toro"). Il nido viene preparato in acque basse pulendo un tratto di fondo fangoso dai detriti e formando una depressione nella quale verranno deposte 2000-4000 uova riunite in un ammasso mucoso. Entrambi i genitori difendono e ossigenano le uova ma dopo la schiusa solo il maschio si prende cura degli avannotti. I giovanili di pochi centimetri si riuniscono in fitti banchi in superficie, ben visibili a causa del colore nero dei pesciolini, che vengono sorvegliati a distanza dal maschio. Le cure parentali cessano quando i giovanili hanno raggiunto una lunghezza di 4-5 cm. La maturità sessuale è raggiunta a due anni di età. Queste modalità riproduttive rendono la specie fortemente competitiva rispetto ai ciprinidi europei che, invece, abbandonano uova e larve dopo la deposizione.

## Pesca
In Europa, al contrario che negli Stati Uniti, non ha grande valore per la pesca commerciale se non in certe zone della pianura Padana (come l'Emilia) dove, prima della crisi dovuta all'iridovirosi, era oggetto di acquacoltura. La pesca sportiva avviene soprattutto di notte con la tecnica della pesca a fondo impiegando esche animali di qualsiasi tipo come pesci morti, vermi e larve ma qualsiasi esca di origine animale può andare bene. Al contrario del pesce gatto americano abbocca molto raramente alle esche arificiali. Le carni, che non presentano mai gusto di fango, sono saporite e quasi senza spine, di ottima qualità e molto apprezzate, hanno colore leggermente aranciato e il sapore è simile a quello dell'anguilla.

## Conservazione
Si tratta di una specie distribuita su un vastissimo areale naturale ed estesamente introdotta al di fuori di esso, con popolazioni stabili o in incremento e priva di minacce rilevanti. Per questi motivi la lista rossa IUCN la classifica come "a rischio minimo".

### Specie aliena
La sua immissione nelle acque europee ha danneggiato le specie autoctone di pesci, soprattutto la tinca, dato che la specie è fortemente competitiva. Nel lago di Varese la popolazione di pesce gatto è abbondante e sembra competere in maniera efficace con il persico reale dato che sfrutta le stesse risorse trofiche.

## Tassonomia
In Europa risultano introdotte almeno due specie del genere Ameiurus: A. melas e A. nebulosus, alcune fonti riportano l'introduzione di una terza specie (A. natalis) ma di questa sembra che non esistano prove dell'importazione in Europa. Queste specie non sono facili da distinguere a un'analisi superficiale e sembra anche che siano avvenuti estesi fenomeni di ibridazione rendendo così pressoché impossibile l'attribuzione delle popolazioni europee a una determinata specie. In ogni caso A. melas risulta essere la specie predominante in tutta Europa.